# García de Castilla (1142-1146)
García de Castilla (1142-1146) fue un Infante de Castilla, hijo de Alfonso VII de León, y de la reina Berenguela de Barcelona.

## Orígenes familiares
Era hijo de Alfonso VII  y de la reina Berenguela de Barcelona. Sus abuelos paternos fueron la reina Urraca, hija de Alfonso VI, y el conde Raimundo de Borgoña y los abuelos maternos, Ramón Berenguer III de Barcelona, conde de Barcelona, y su esposa la condesa Dulce de Provenza. Fueron sus hermanos los reyes Fernando II y Sancho III.

## Biografía
El infante García nació alrededor del año 1142. Los Anales Compostelanos mencionan su defunción en el año 1145, aunque el dato ha de ser incorrecto si la carta datada el 19 de agosto de 1146, en la que se menciona la muerte del infante está correctamente fechada.
No obstante, el autor de la obra Sepulcros de la Casa Real de Castilla, Ricardo del Arco y Garay, sitúa la muerte del infante García en el año 1140, año en que el padre del infante, el rey Alfonso VII, conquistó la ciudad de Córdoba. El infante falleció en la localidad burgalesa de Oña, donde se educaba en el Monasterio de San Salvador de Oña.

## Sepultura

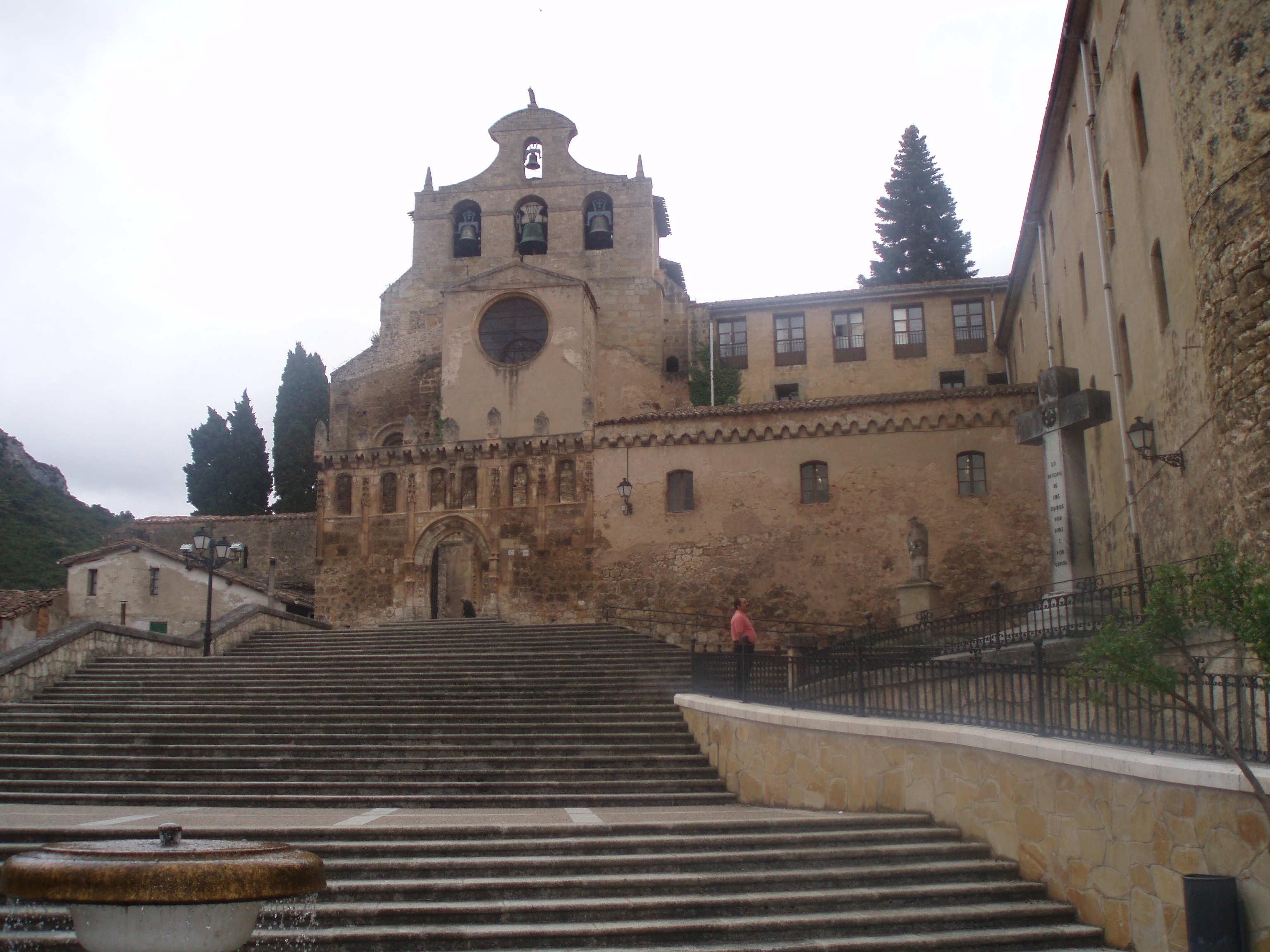
Exterior de la iglesia del Monasterio de Oña.

Después de su defunción, el cadáver del infante García de Castilla fue conducido a la localidad burgalesa de Oña, donde recibió sepultura en el Monasterio de San Salvador de Oña.
Los restos del infante García yacen en un sarcófago de madera, colocado bajo un baldaquino, en el lado del Evangelio de la Iglesia del Monasterio, junto a otros sarcófagos que forman el llamado Panteón Real de Oña, pues en el lado de la Epístola del templo se halla el llamado Panteón Condal. En el pasado estuvo colocada una tablilla sobre el sarcófago, que el Padre Yepes alcanzó a copiar, en la que estaba inscrita la siguiente inscripción: «EN LA QUARTA TUMBA ESTAN LOS HUESSOS DEL SERENISSIMO INFANTE DON GARCIA, HIJO DEL EMPERADOR DON ALONSO DE CASTILLA».
El arca que contiene los restos del infante es de madera, ricamente trabajada, y adornada con el escudo de Castilla y León. En el frente del arca aparece tallada la siguiente inscripción:

EL YNFANTE DON GARCIA HIJO DEL EMPERADOR DON Aº